# Alfred Dompert
Alfred Dompert, född 24 december 1914 i Stuttgart, död där 11 augusti 1991, var en tysk friidrottare.
Dompert blev olympisk bronsmedaljör på 3 000 meter hinder vid sommarspelen 1936 i Berlin.